# بازار روز

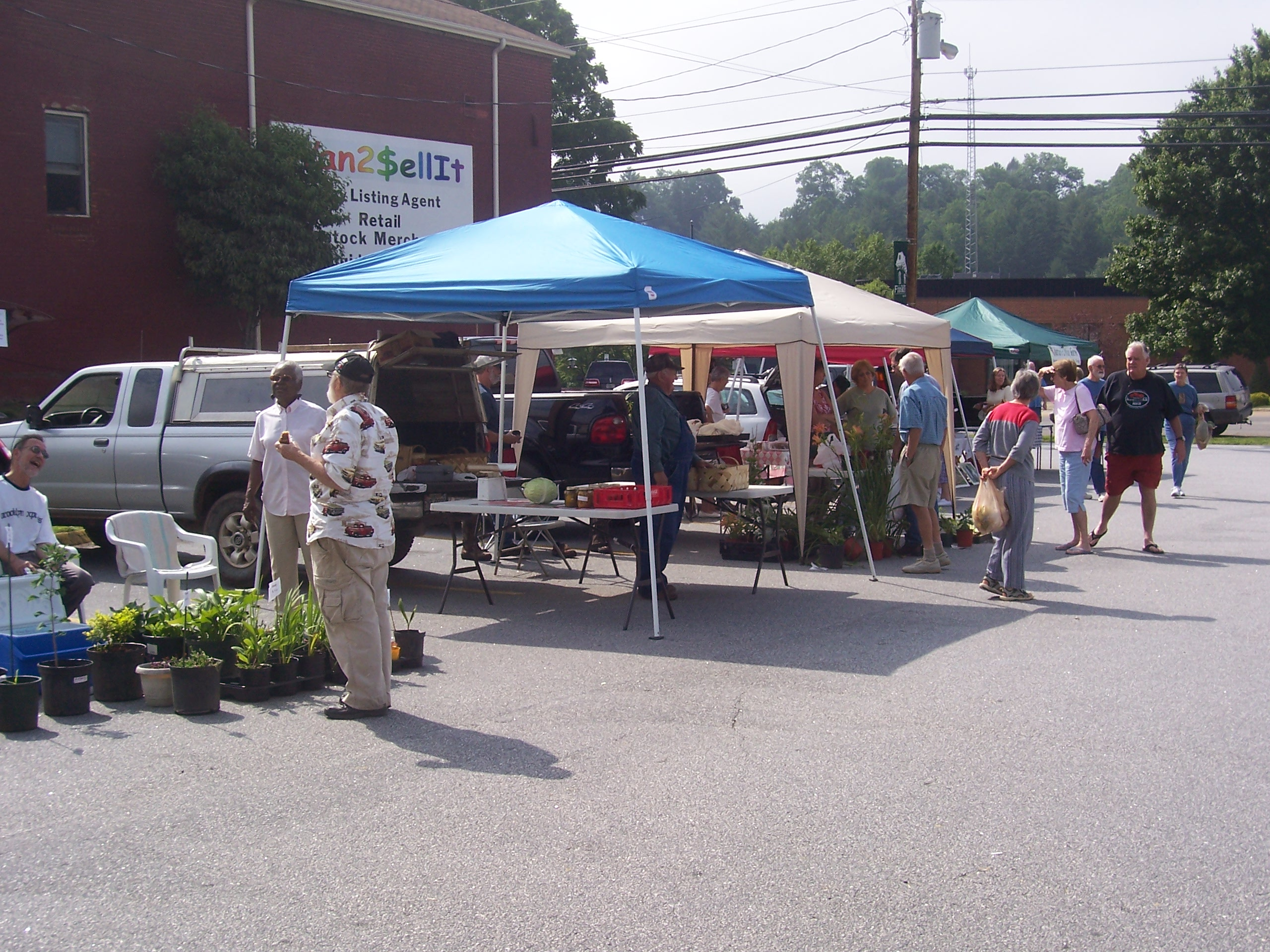
بخشی از یک بازار روز در کارولینای شمالی

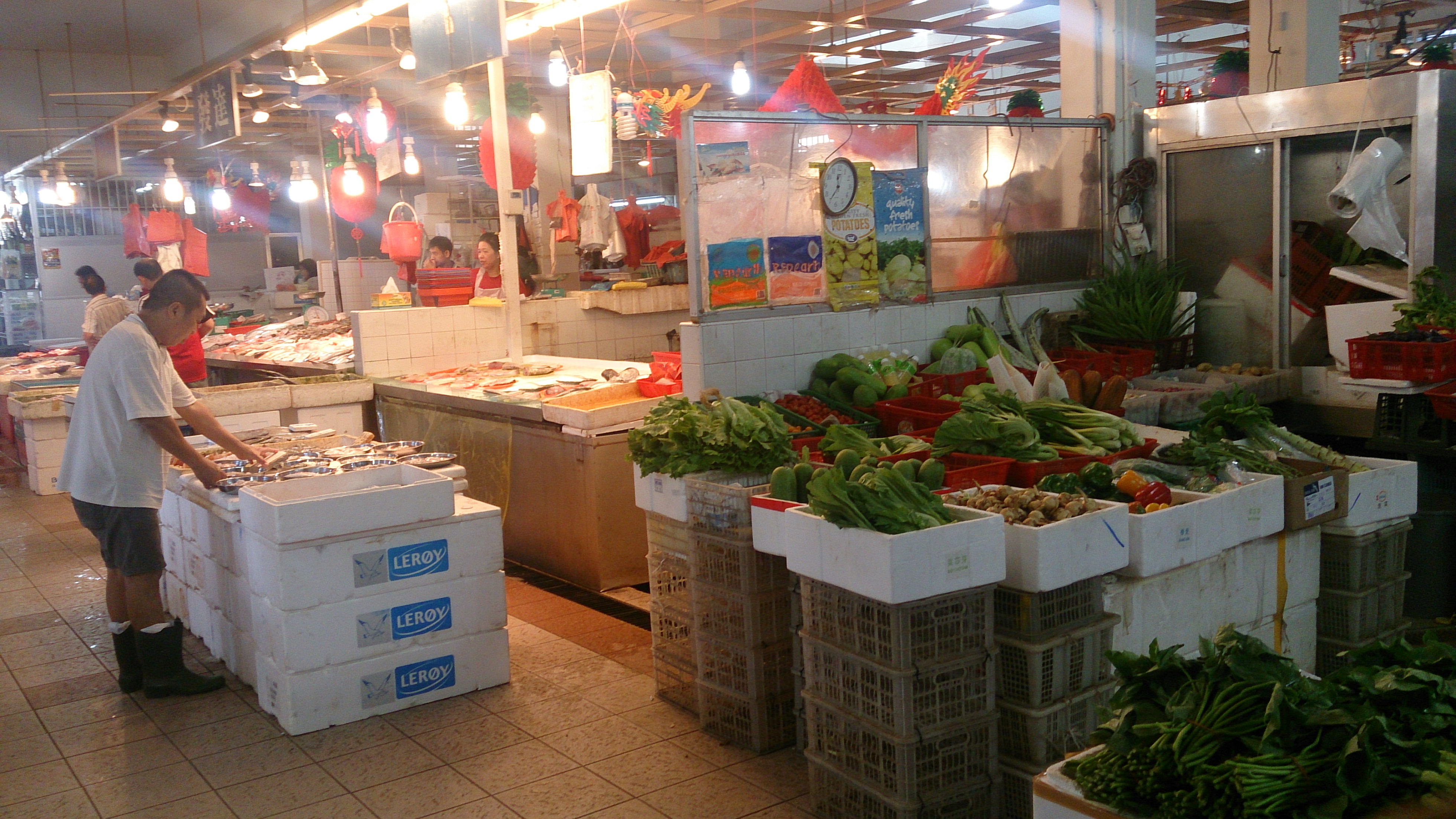
Wet market in Singapore

بازار روز نوعی بازار سرباز است که به صورت سنتی در مرکز یا میدان اصلی شهر برپا می‌شود. این بازار همچنین می‌تواند در یک روز خاص از هفته تشکیل شود یا به جای خیابان در یک صحن فضای باز بزرگ برپاگردد.
این بازارها در مناطق مختلف جهان از جمله در آمریکای شمالی، جنوب شرق آسیا، انگلستان، یونان، ترکیه و نیز در شمال ایران وجود دارند.
سایت رسمی بازار روز : www.bazaroz.com